# Виноделие в Италии

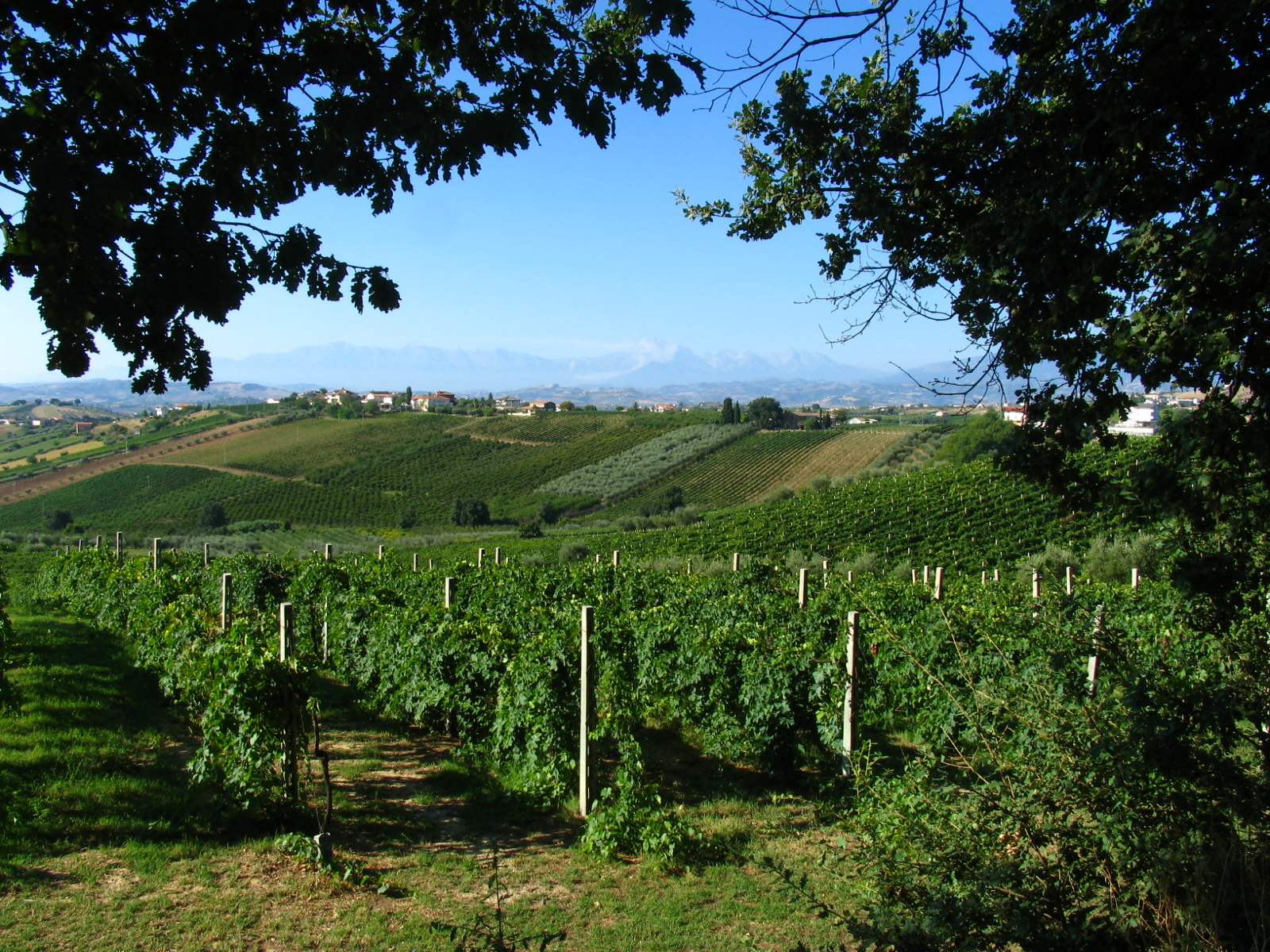
Виноградники в Абруццо

Италия имеет давние традиции виноделия, используя свои сорта винограда и свои методы, которые в последние годы становятся всё более совершенными.
Даже когда итальянские виноделы пользуются международными сортами, такими как Каберне Совиньон или Шардоне, или современными методиками, такими, как выдержка в новых дубовых бочках, они придают вину характерный «итальянский акцент».

## История виноделия в Италии
Благоприятные природные условия Апеннинского полуострова способствовали выращиванию винограда и виноделию с древнейших времён. У древних греков юго-восточная часть полуострова носила название Энотрия, происходившее, по некоторым предположениям, от греческого οἶνος, «вино», поскольку эта страна была богата виноградниками. Благодаря активной греческой колонизации полуострова древние технологии производства вина были восприняты населявшими Италию народами, в том числе этрусками.
С возникновением Римской империи виноделие получает новый виток развития. Римляне внесли усовершенствования в технологии возделывание лозы и разработали новые способы производства вина. С завоеваниями римлян выращивание винограда распространилось по всему Средиземноморью и другим регионам Европы и способствовало развитию местного виноделия. С падением Рима традиции виноделия постепенно утрачиваются и начинают возрождаться только с XI века, в период бурного экономического подъёма и усиления торговых связей итальянских государств. Во второй половине XV века итальянское виноделие снова начинает приходить в упадок. Среди причин называются османские завоевания в Европе, разрушение традиционных торговых связей, открытие Америки и перенос важнейших торговых центров Европы на Атлантическое побережье, а также политическая раздробленность Италии и многочисленные внутренние военные конфликты. В период позднего Средневековья и в новое время производством вина занимались монастырские и небольшие крестьянские хозяйства, для собственных нужд и реализации внутри страны.
К середине XX века в Италии, одновременно с большим разнообразием культивируемых сортов винограда, сохранялись устаревшие методы работы на виноградниках и технологии производства вина. Только в 1960-е годы, благодаря оформлению на законодательном уровне системы регламентации, гарантирующей подлинность и оригинальность произведенных вин (апелласьонов) и ужесточением контроля за качеством продукции, виноделие получает новый импульс в своем развитии. Кроме того, в производство внедряются новые технологии и новейшие исследования.
До середины 1990-х Италия удерживала первое место по объёму мирового производства вина. К началу XXI века Италия уступила первенство виноделам Франции. Согласно исследованию, проведенному Международной организацией виноделия и вина (OIV), по состоянию на 2006 год Италия среди мировых производителей находилась на втором месте с объёмом в 520,36 млн. декалитров.

## Итальянская классификация вин
Итальянская система в целом основана на французской модели. Итальянский DOC является эквивалентом французского AC.
- Denominazione di Origine Controllata e Garantita (DOCG) — теоретически это верхняя ступень качества для классических итальянских вин, ограниченная несколькими регионами со строгими ограничениями урожайности и методов производства.
- Denominazione di Origine Controllata (DOC) — это главные марки вин (аппелясьоны), сходные с регионами AC во Франции. Определяет сорта винограда, урожайность, расположение виноградника и методы производства.
- Indicazione Geografica Tipica (IGT) — сравнительно новая (1992) классификация для региональных вин, сходная французской vin de pays. Определяет регион или географическую область происхождения вина, сорт винограда, метод производства.
- Vino da tavola — в целом это простые столовые вина, но отдельные производители предлагают под ярлыком vino da tavola потрясающие вина, не попадающие под ограничения DOC, хотя и не такие дешевые, как самое непритязательное столовое вино.

## Северо-западная Италия
Пьемонт знаменит своими красными винами. Высшую категорию DOCG имеют белые Асти (вино) и Роеро и красные Барбареско, Барбера д’Асти, Барбера дель Монферрато Супериоре, Бароло, Браккето д’Акви о Акви, Дольчетто ди Дольяни Супериоре и Дольчетто ди Овада Супериоре, Гаттинара, Гави о Кортезе ди Гави, Роеро Арнеис Спуманте, и другие.
Виноград — Неббиоло, Барбера и Дольчетто являются основой для красных сухих вин в кисло-сладком стиле; наиболее весомым и душистым из них по праву считается Неббиоло. Из белых вин сильным ароматом обладает Арнеис; мускатный виноград (местное название Moscato) очень душистый и используется для изготовления сладких и игристых вин. Сорт кортезе сухой и обладает освежающим вкусом.
Регионы с преобладанием Неббиоло: Бароло, Барбареско, Карема, Гаттинара, Ланге, Неббиоло д'Альба.
Регионы с преобладанием Барбера: барбера выращивается повсюду в северо-западной Италии; аппелясьоны включают Барбера д’Альба и Барбера д’Асти.
Регионы с преобладанием Дольчетто: аппелясьоны включают Дольчетто д’Асти, Дольчетто д’Акви и Дольчетто д’Альба.

## Северная Италия
Виноделие зародилось в долине реки По ещё во времена древнегреческих колонистов. В XIX веке итальянский энолог Джованни Баттиста Черлетти отмечал, что в Вальтеллине придерживаются греческих традиций виноделия. Среди ломбардийских вин наибольшей известностью пользуются игристые вина, производимые в регионах Франчакорта и Ольтрепо-Павезе. Также в Ломбардии производятся неигристые красные, белые и розовые вина из разных сортов винограда, например, Неббиоло, Треббьяно ди Лугана, Шардоне, Пино блан, Пино нуар, Мерло. В провинции Ломбардия располагаются 15 хозяйств, имеющих статус DOC, 3 хозяйства — DOCG и 13 — IGT. Ежегодный объём производства вина составляет примерно 1.1 млн гектолитров.
Эмилия-Романья знаменита красным игристым ламбруско, а также другими игристыми винами-«шипучками» (итал. frizzante), которые производятся из белых сортов винограда мальвазия, треббьяно, ортруго, а также из красных бонарды и барберы. Красные сухие вина делают из мерло, каберне совиньона, барберы. На юго-востоке провинции производятся известные вина — Альбана, Санджовезе и Треббьяно ди Романья. Из уникальных вин можно отметить белое Пагадебит (итал. Pagadebit di Romagna) из района Форли-Чезена, а также красное сладкое Канъина (итал. Cagnina di Romagna) (производится в Форли-Чезена и Равенне).

## Северо-восточная Италия
Области Венеция и Фриули-Венеция-Джулия расположены вокруг Венеции. Дальше, вглубь суши область Трентино-Альто-Адидже простирается на юг в сторону Италии от Австрийских Альп. Сорта гарганега и треббиано используются для изготовления соаве и других нейтральных вин. Красный виноград корвина является главным сортом для производства вин Вальполичелла и Бардолино. В Трентино много местных белых вин плюс гевюрцтраминер. Фриулано (он же Токай, Токай Фриулано, Совиньон Верт) — своеобразное белое вино из Фриули. К международным сортам белого вина относятся пино блан, пино гри, шардоне и совиньон блан. К красным сортам относятся мерло, пино нуар и каберне совиньон.

## Центральная Италия
Из винодельческих областей в средней части «итальянского сапога» Тоскана имеет наиболее важное значение. Виноград санджовезе — основной сорт для красных вин, в том числе знаменитого кьянти. Монтепульчано выращивается в Марке и Абруццо. Треббиано, Вердиккио и верначча — основные белые сорта. Каберне Совиньон и шардоне хорошо прижились, а производители экспериментируют с многими международными сортами.
Vin santo (святое вино) — традиционная достопримечательность Тосканы, производится из треббиано, мальвазии и других сортов винограда. Это сладкое десертное вино из винограда, увяленного различными способами (на поддонах или подвешенных под потолком нитях). Лучшие образцы этого вина имеют привкус орехов, сушёных абрикосов, и засахаренной апельсиновой цедры.
В области Лацио, расположенной вокруг Рима, производятся качественные белые вина.

## Южная Италия
Местонахождение — Апулия, Кампания, Базиликата и Калабрия, составляющие пятку и носок «итальянского сапога», а также острова Сицилия, Сардиния, Пантеллерия, Лампедуза и Липарские острова. Миндальный альянико, терпкий негроамаро и богатый неро д'Авола являются наиболее увлекательными сортами винограда для красных вин; к ним можно добавить крепкий примитиво с пикантной перчинкой. Каннонау — сардинский родственник сорта гренаш. К местным сортам относятся греко, фиано, торбато, нурагус, верментино, веначча, мальвазия и катаррато. Из мускатного винограда готовят изысканные сладкие вина, например «мускат ди Пантеллерия» (итал. Moscato de Pantelleria), известный также как «александрийский мускат» или «дзиббибьо», который производится в Трапани.
Регионы изготовления креплёных вин: Марсала.
Плодородные вулканические почвы придают особый вкус сортам винограда, произрастающих на склонах Везувия (провинция Кампания) и Этны (Сицилия).